# Stadtpfarrkirche Schärding

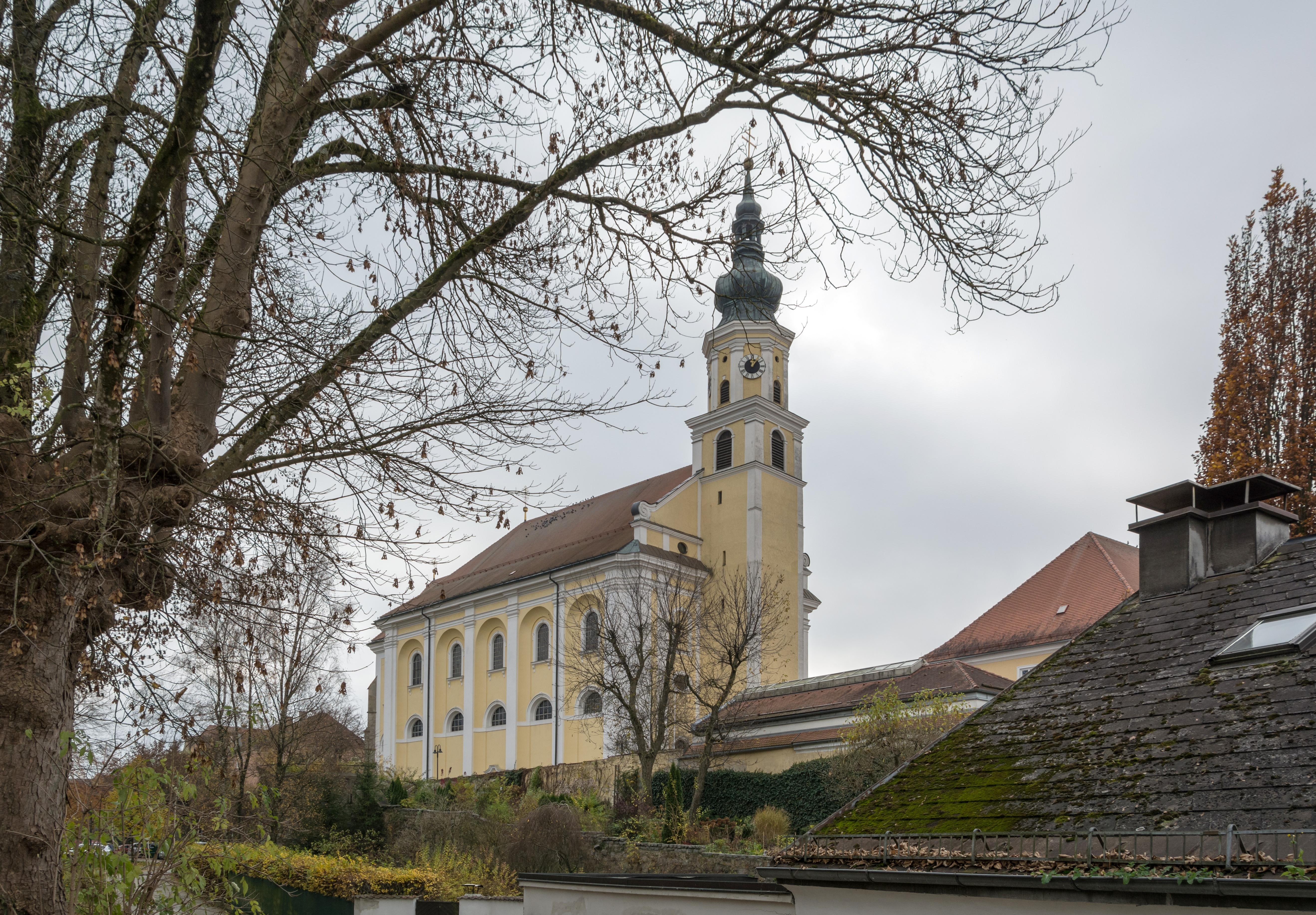
Pfarrkirche Schärding, Ansicht von Nordost

Die Stadtpfarrkirche Schärding mit dem Patrozinium hl. Georg befindet sich in der Stadt Schärding (Kirchengasse 6) im gleichnamigen Bezirk von Oberösterreich. Seit dem 1. Jänner 2023 gehört die bisherige Stadtpfarre Schärding als eine von 12 Pfarrteilgemeinden zur Pfarre Schärding der Diözese Linz.

## Geschichte

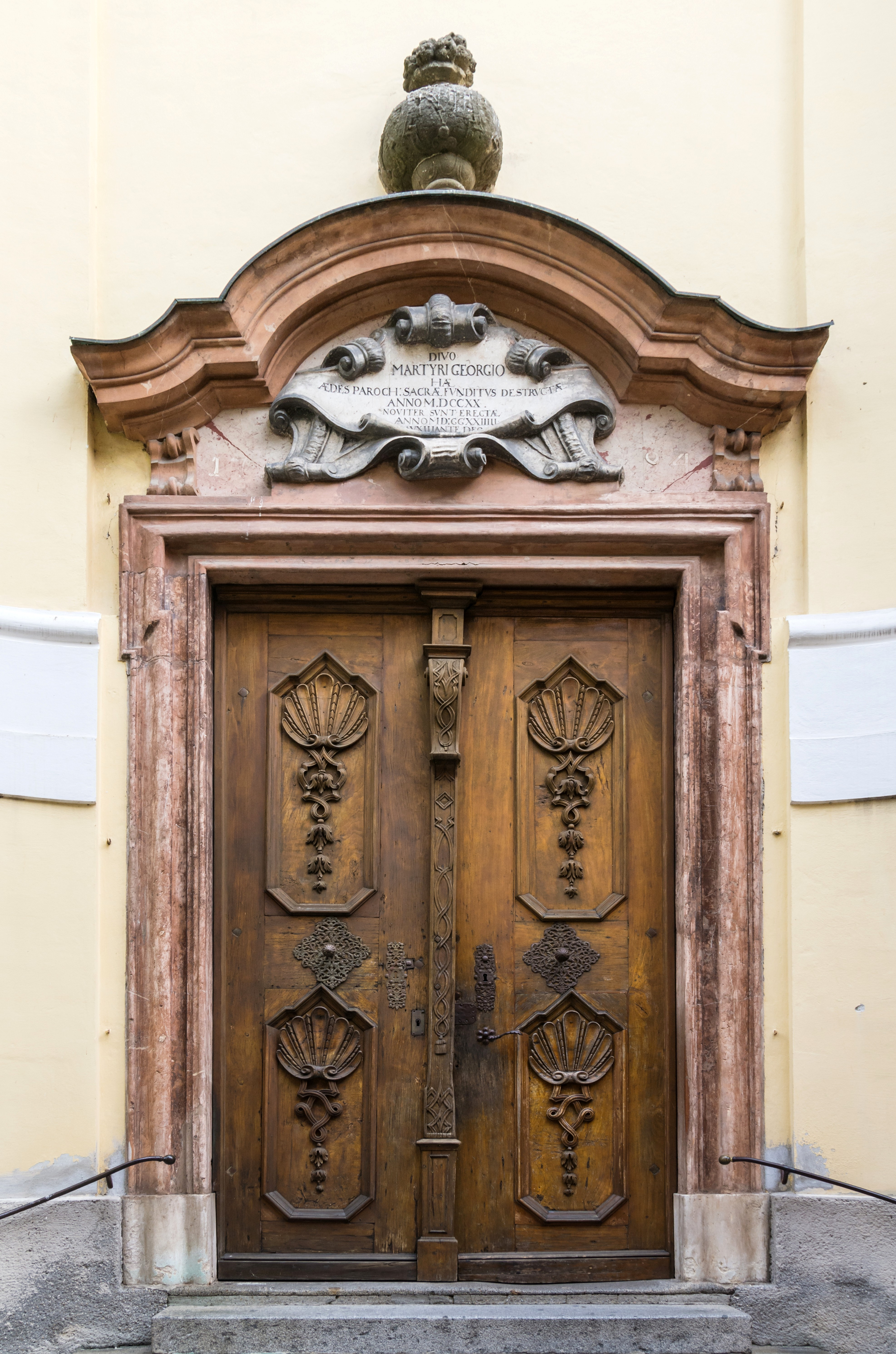
Südportal der Pfarrkirche Schärding

Zur Zeit der frühen Kirchenorganisation im Mittelalter gehörte Schärding zur Urpfarre St. Weihflorian. Als eigenständige Pfarre wurde St. Weihflorian erstmals 1182 bezeichnet, als sie zusammen mit der Pfarre Tettenweis dem Passauer „Innbruckamt“ inkorporiert wurde, welches dem St. Ägidien-Spital in der Innstadt unterstand. Der Sprengel der Pfarre St. Weihflorian war sehr ausgedehnt: Er lag zwischen dem Wirkungsbereich der Urpfarre St. Severin sowie dem der Urpfarre Münsteuer und umfasste das Gebiet der heutigen Pfarren Brunnenthal, Schärding, St. Florian am Inn, Suben, St. Marienkirchen und Eggerding, dazu außerdem Anteile der heutigen Pfarren Taufkirchen, Lambrechten und Rainbach. Als es im Jahr 1380 zur Verlegung des Sitzes der Pfarre St. Weihflorian nach Schärding kam, wurde die Stadt selbst zum Pfarrort.
Der Bau der heutigen Stadtpfarrkirche wurde 1307 von dem herzoglichen Beamten und Burgpfleger Ritter Ludwig der Grans veranlasst. Damals wurde Schärding aus dem Pfarrbezirk von St. Weihflorian herausgelöst und zu einer eigenen Pfarre erhoben; dies wurde durch Bischof Bernhard von Passau und dem bayerischen Herzog bestätigt.
Das Kreuzgewölbe im Läuthaus des Westturms ist aus frühgotischer Zeit erhalten. Durch zahlreiche Stiftungen zwischen 1450 und 1500 wurden weitere Kapellen und ein neuer Ostchor errichtet; von diesem sind noch das Mauerwerk mit den Strebepfeilern erhalten.
In der Barockzeit ersetzte man 1660 den gotischen Pyramidenturm durch einen Zwiebelturm. Die Kirche erhielt 1686 einen neuen Hochaltar. 1703 wurde die Pfarrkirche St. Georg im Zuge des Spanischen Erbfolgekrieges durch den kaiserlichen General Reventlau bombardiert und schwer beschädigt.
Zwischen 1720 und 1726 erfolgte ihr Wiederaufbau im Barockstil nach Plänen des Passauer Domkapitelmeisters Jakob Pawagner. Als am 24. Dezember 1721 ein Pfeiler einstürzte, wurde Pawanger verhaftet und abgesetzt und 1722 der Münchener Hofbaumeister Johann Baptist Gunetzrhainer mit der Fortführung beauftragt. Gunetzrhainer beschäftigte beim Bau seinen Verwandten Johann Michael Fischer als Polier und technischen Leiter. Für den Bau wurden auch Steine des abgerissenen Schlossturmes verwendet.
Während der französische Beschießung fielen am 26. April 1809 die ganze Stadt mit der Kirche den Flammen zum Opfer. Der Dachstuhl wurde in Brand gesetzt und das Presbyteriumgewölbe stürzte ein. Der Hochaltar, das Chorgestühl, die Kanzel und das Gestühl verbrannten. Während der französischen Besatzung diente die Kirchenruine als Stall und Magazin. 1810 kam Schärding wieder unter bayerische Oberhoheit und die Rekonstruktion der Kirche begann. Auf die Wiederherstellung unter dem bayerischen Kreisbauinspektor von Ranson 1814 weist das bayerische Staatswappen im Scheitel des Triumphbogens.
Nach dem Wiener Kongress kam Schärding am 1. Mai 1816 wieder an Österreich. 1838 wurde der Turmstumpf ausgebaut, 1840 kam eine neue Orgel in die Kirche. 1854 wurde ein geschnitzter Kreuzweg in Stil der Neorenaissance angeschafft. Die weiß getünchte Kirche wurde zwischen 1902 und 1904 von Max Gehri in einem düsteren Stil der Neurenaissance, des Neubarock und des späten Nazarenerstils ausgemalt.
Den 1945 wiederum durch Beschuss beschädigten Kirchturm reparierte man 1948, färbelte 1957 die Außenfassaden neu, deckte 1967 das Dach neu ein und errichtete 1973 eine neue Orgel. Dabei wurden die Malereien von Gehri übertüncht. Zwischen 1975 und 1979 wurden das Kircheninnere und die Altäre restauriert und in barockem Stil wieder hergestellt.

## Ausstattung

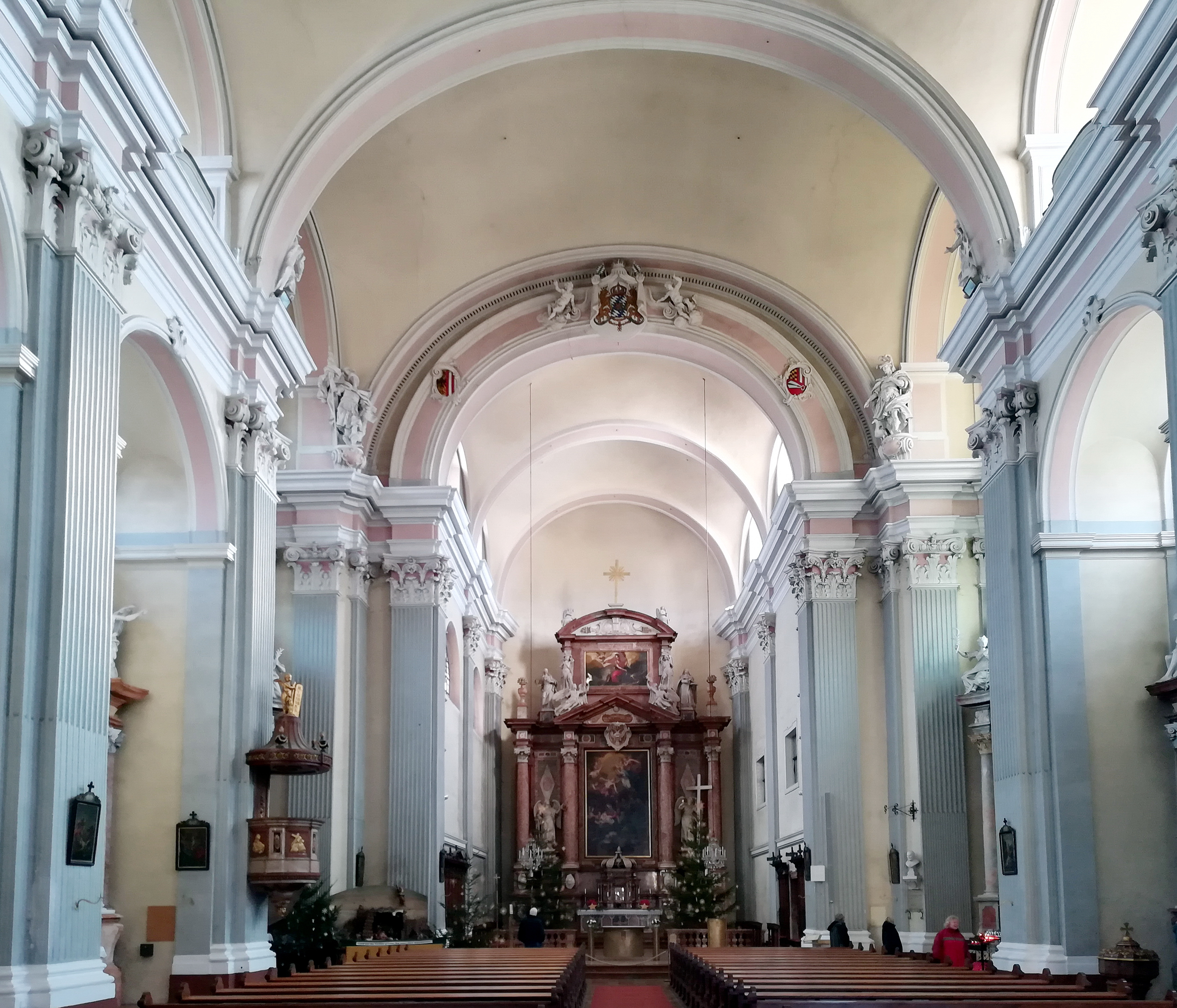
Pfarrkirche Schärding: Innenraum

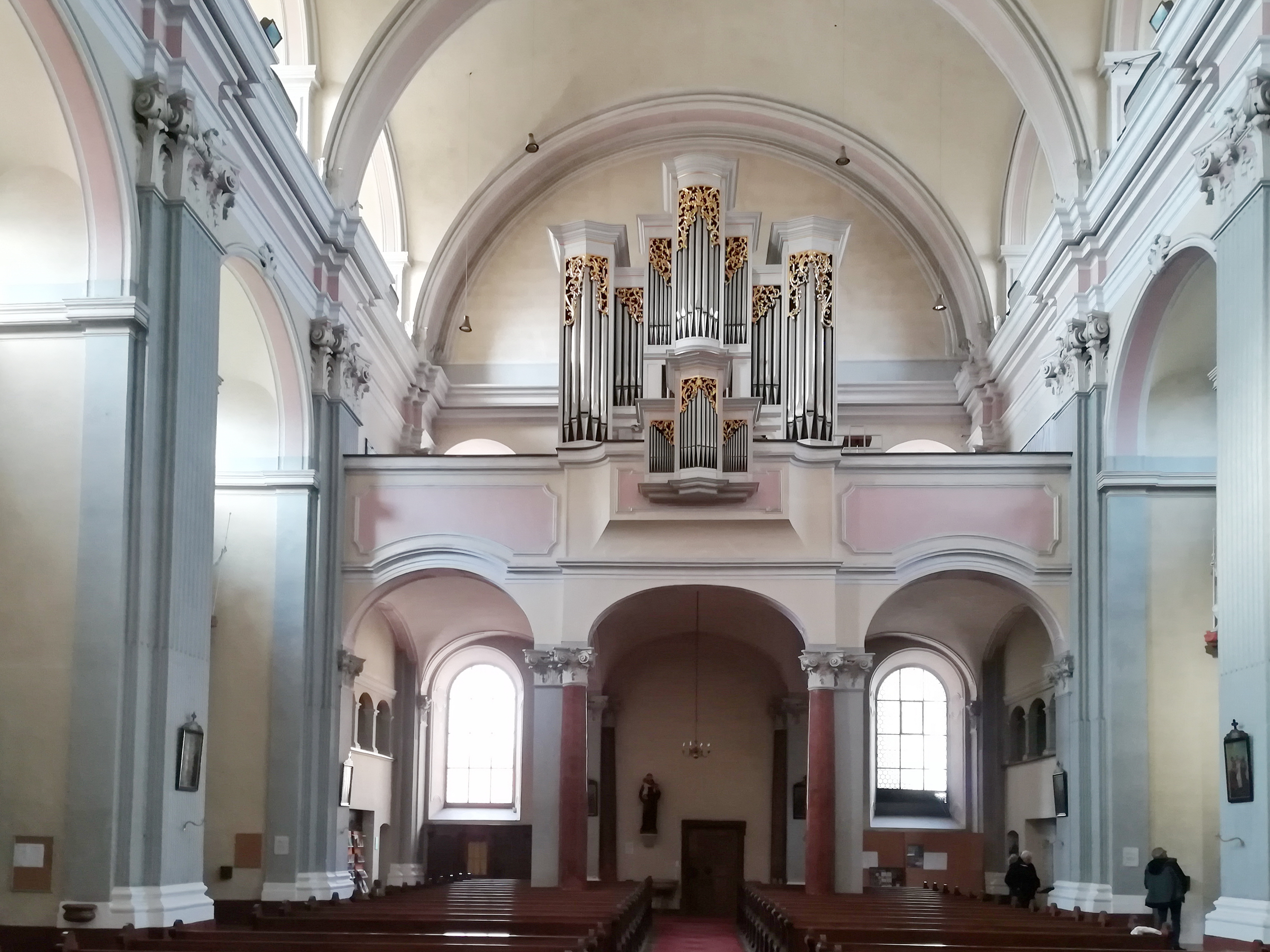
Empore mit Orgelprospekt und Rückpositiv

Nach dem Abbruch des Langhauses 1715 wurde die Kirche in den Ausmaßen des älteren gotischen Baues 1720–1726 wieder errichtet. Die Pfarrkirche hat ein einschiffiges, fünfjochiges Langhaus. Im östlichen Teil ist durch eine größere Jochbreite und die Hochführung der Kapellen ein Querschiff angedeutet. Die korinthischen Pilaster weisen ein reich gestuftes Gesims auf.
Im Westturm befindet sich ein Kreuzrippengewölbe mit einem Schlussstein in Form einer quadratischen Platte. Die Glockenstube ist mit Rundbogenfenstern ausgestattet, darüber erhebt sich ein achteckiger Aufbau mit toskanischen Eckpilastern, rundbogigen Schallfenstern und einem Zwiebelhelm. Die Langhauswände sind nach der toskanischen Riesenordnung gegliedert. Zwischen den Pilastern befinden sich oben halbkreisförmig geschlossene Nischen.
Das linke Eingangsportal aus rotem Marmor mit profiliertem Rahmen und geschweifter Verdachung datiert von 1784. Im zweijochigen Presbyterium sind hohe gotische Strebepfeiler. Die durch toskanische Pilaster gegliederte zweigeschoßige Sakristei steht an der Südseite des Presbyteriums.
Die marmorne Kanzel von 1815 stammt von Anton Högler, Salzburg, nach einem Modell von Christian Jorhann d. J. Weiters zu erwähnen sind ein rotmarmorner, gotischer Taufstein mit barocker Kuppel, im Erdgeschoß des Westturms ein Gedenkstein an Herzog Ludwig den Gebarteten. Der barocke Kreuzweg stammt aus der ehemaligen Kapuzinerkirche. Die neue Orgel wurde 1973 von der Tiroler Orgelbaufirma Pirchner (dreimanualig und Pedal, 2224 Pfeifen, 31 Register) gebaut.

### Altäre

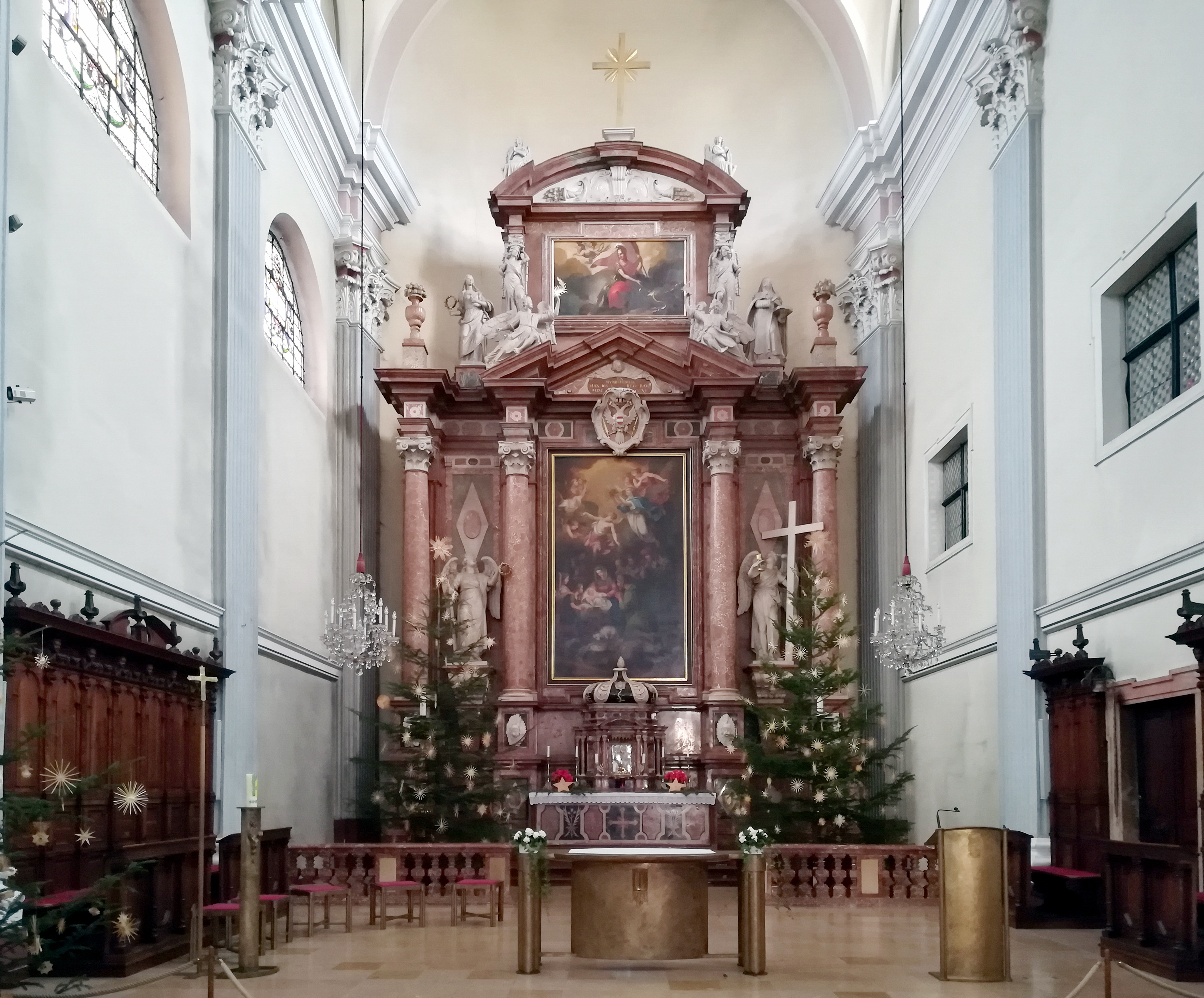
Hochaltar der Pfarrkirche Schärding

Am 15. Juli 1815 stellte der Salzburger Steinmetz Anton Högler den rotmarmornen Hochaltar auf, den König Maximilian Josef I. von Bayern von der aufgehobenen Karmeliterkirche in Regensburg an Schärding verschenkt hatte. Er wurde ursprünglich im Auftrag Kaiser Leopolds I. 1677 von dem Linzer Johann Peter Spaz (auch Giovanni Pietro Spazio genannt) für die Regensburger Karmeliterkirche geschaffen. Das Altarbild mit der Geburt Christi wurde 1817 von Joseph Bergler geschaffen. Darüber ist ein Wappen mit Bindenschild und Doppeladler, im Aufsatz ein Bild des hl. Georg von dem Münchner Maler Josef Hauber.
Im Querschiff sind als Seitenaltäre ein Herz-Jesu-Altar von Johann Michael Rottmayr von 1690 und ein Marienaltar aus dem 19. Jahrhundert. Im Langhaus sind weitere Seitenaltäre: Hl. Josefsaltar von dem Münchner Maler J. Adam Müller von 1727, ein Hl. Familie-Altar, dessen Altarbild von 1726 ebenfalls von J. Adam Müller stammt, ein Kreuzaltar, dessen Bild von J. Hauber um 1816 stammt, ein Taufaltar, dessen Altarbild die Taufe Jesu darstellt, ebenfalls von J. Hauber (rechts im Hintergrund ist ein Selbstbild des Malers zu sehen).

### Glocken
Die vier Glocken fertigte 1839 die Innsbrucker Glockengießerei Graßmayr an. 1942 wurden sie zwar zu Kriegszwecken abgeliefert, in Hamburg aber wieder aufgefunden und am 6. März 1947 zurück in die Kirche gebracht. Sie gehören zu den wenigen Glocken Oberösterreichs, die beide Weltkriege überstanden haben.

## Stadtpfarrer 1785–2022
Die Stadtpfarre Schärding als Pfarre der Diözese Linz bestand von der Gründung der Diözese Linz 1785 bis zur Gründung der Pfarre Schärding zum 1. Jänner 2023. Die meisten Pfarrer der Stadtpfarre Schärding bekleideten zudem die Funktion eines Dechants des Dekanats Schärding (siehe dort).
- 1771–1789 Edmund Kreuzmayer († 1798)
- 1789–1792 Joseph Thomas Dosch († 1807)
- 1792–1800 Joseph Zellinger († 1800)
- 1800–1812 Caspar Melchior Link († 1813)
- 1812–1830 Sebastian Vinzenz Gräsbäck († 1829)
- 1830–1838 Johann Baptist Postlbauer († 1838)
- 1838–1845 Gottlieb Hackl († 1845)
- 1845–1863 Joseph Heindl († 1863)
- 1863–1866 Ignaz Dreyling (1804–1866)
- 1867–1875 Josef Rothbauer (1805–1875)
- 1876–1903 Karl Kiederle (1818–1903), Ehrenbürger von Schärding 1886
- 1939–1948 Josef Starzinger (1874–1961)
- 1966–1995 August Zauner (1924–1999)
- 1999–2022 Eduard Bachleitner (* 1966)